# 丹墀貞成
丹墀 貞成（たじひ の さだなり）は、平安時代初期の貴族。姓は多治比真人のち丹墀真人。官位は正五位下・木工頭。

## 経歴
嵯峨朝の弘仁10年（819年）従五位下に叙爵。淳和朝の天長6年（829年）従五位上に叙せられる。
天長10年（833年）木工頭の官職にあったが、多治比真人姓から丹墀真人姓への改姓を奏請し許される。なお、「丹墀」という氏の呼称は天平5年（733年）に遣唐大使として渡唐した多治比広成が唐において一時的に用いたものであった。その後、正五位下に叙せられる。承和元年（834年）約30年ぶりに遣唐使を派遣することになり、遣唐使船を建造するために造舶使が任命され、貞成は責任者である長官に任命された。
なお、貞成の没後の貞観8年（866年）に貞成の子息と見られる貞岑によって、丹墀真人姓から多治真人姓への改姓が行われている。

## 官歴
『六国史』による。
- 時期不詳：正六位上
- 弘仁10年（819年） 正月7日：従五位下
- 天長6年（829年） 正月7日：従五位上
- 時期不詳：木工頭
- 天長10年（833年） 2月13日：多治比真人姓から丹墀真人姓に改姓[3]
- 時期不詳：正五位下
- 承和元年（834年） 2月2日：造舶使長官